# 陈举
陈举（前4世纪？—前285年），战国后期齐国人。
陈举是齐国宗室，陈通田，陈举也叫做田举。前286年（周赧王二十九年、齊湣王十五年），齊湣王灭掉宋国后，想要挑战楚国、赵国、魏国、韩国，吞并东周国、西周国二周，自立为天子。前285年（周赧王三十年、齊湣王十六年），陈举直言不讳地劝谏齊湣王，在东门被处死。齊湣王失去了宗室的人心。齊湣王同时杀死了百姓中劝谏的狐咺，和名将司马穰苴，丧失了民众和大臣的人心。